# Hospitalité Notre Dame de Lourdes
L'Hospitalité Notre Dame de Lourdes (HNDL) è una confraternita religiosa cattolica sotto l'autorità spirituale del vescovo di Tarbes e Lourdes. È stata fondata nel 1885. LA HNDL è un gruppo di volontari (30.000) per l'accoglienza dei pellegrini a Lourdes.

## Caratteristiche generali

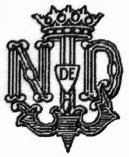
Logo HNDL

La HNDL (e ciascuna delle sue sezioni) è governata da un presidente e un consiglio. È attiva a Lourdes durante la stagione più intensa di pellegrinaggio (che normalmente dura da Pasqua fino a novembre) e fornisce accoglienza ai pellegrini.
I santi patroni della HNLD sono Bernadette Soubirous e Benedetto Giuseppe Labre
I membri della HNDL sono indicati in francese come hospitaliers.

## Lo stage

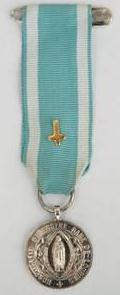
Medaglia dell'HNDL

L'HNDL offre ai volontari la possibilità di partecipare ad un tirocinio (stage). I nuovi iscritti, ancora impegnati con la scuola presso l'HNDL, sono noti come stagiaires o, più recentemente, hospitaliers auxiliaires. La HNDL incoraggia le persone a svolgere uno stage della durata di almeno sei giorni.
Lo stage è aperto a nuovi collaboratori di età compresa tra i 18 e i 75 anni (anche se 65 è l'età massima, in modo da poter terminare in tempo la loro prima fase di vita da hospitalier, al fine di rendere la loro 'promessa' in quanto membro della Hospitalité al loro quinto anno, prima del termine massimo di età). Non sono richieste competenze specifiche per far parte del servizio, né è necessario parlare il francese. Tutte le lingue che uno stagiaire parla vengono indicate con piccole bandiere sul distintivo di servizio.
Durante i primi quattro anni, gli stagiaire devono partecipare ad una formazione specifica (in passato indicata come école, cioè "scuola") per due volte la settimana, in modo da ottenere una formazione pratica ma anche una panoramica della spiritualità di Lourdes. Tipici argomenti di discussione durante lo stage sono l'atteggiamento da tenere verso i malati, il simbolismo della grotta e la sua acqua, una visita dei luoghi dove Bernadette ha vissuto, la storia del Santuario Nostra Signora di Lourdes, l'approccio cristiano alla sofferenza, ecc.
La prima fase è conosciuta come année d'accueil ("anno di accoglienza"), dopo il quale i volontari diventano hospitalier auxiliaire. Dopo l'anno di accoglienza e tre fasi di formazione, gli stagiaires possono richiedere nel loro quarto anno di stage di entrare a far parte dell'HNDL tramite un engagement ("ingaggio"). L'anno successivo (il quinto), dopo l'approvazione da parte del Consiglio, i volontari sono presentati con una medaglia d'argento su nastro blu, che rappresenta l'impegno del volontario a servire i malati, in particolare venendo a Lourdes regolarmente, secondo le proprie possibilità.
Una volta che un volontario è diventato membro, un titulaire dell'HNDL, l'Hospitalité gli chiede di pagare una retta annuale (cotisation) di 15 euro per coprire i costi amministrativi e una cifra aggiuntiva per la Lettre de l'Hospitalité (la lettera inviata periodicamente dalla HNDL ai suoi iscritti, con intervento del Presidente e le notizie sui servizi ed i cambiamenti apportati agli stessi), che i membri ricevono tre volte l'anno.